# Short Bus (Blink-182)
Short Bus è il primo split album per i Blink-182, nonché l'unica pubblicazione ufficiale degli Iconoclasts, ed è stato pubblicato in formato vinile nel 1994.

## Tracce
Lato 1
1. blink-182 – Does My Breath Smell
2. blink-182 – Wasting Time

Lato 2
1. Iconoclasts – My Nature
2. Iconoclasts – Dysphoria
3. Iconoclasts – For Good Measure

## Formazione
Blink-182
- Tom DeLonge – chitarra e voce
- Mark Hoppus – basso e voce
- Scott Raynor – batteria

Iconoclasts
- Kerry Key - chitarra e voce
- Chris Epolt - basso
- Cam Jones – batteria